# Hasselspindling
Hasselspindling (Cortinarius olivaceofuscus) är en svampart som beskrevs av Kühner 1955. Hasselspindling ingår i släktet Cortinarius och familjen spindlingar.  Arten är reproducerande i Sverige. Inga underarter finns listade i Catalogue of Life.